# Даш Салахлы (пещера)
Даш Салахлы (азерб. Daş Salahlı mağarası) — пещера в Азербайджане. Расположено r западу от села Даш Салахлы Казахского района, одна из самых крупных пещер в серии пещер горы Авей. 

## География
Высота пещеры 35 метров, длина —  17 метров, ширина — 10 метров, а общая площадь — 170 кв.м. 

## Археологические раскопки
Во время археологических раскопок в пещере Даш Салахлы были обнаружены два культурных слоя. Были найдены материалы, относящиеся к периоду палеолита. При входе в пещеру обнаружен большой очаг (диаметр —  2 метра). Также были найдены остатки каменных изделий и кости животных. Было выявлено, что каменные изделия того периода изготавливались в основном из гранита и обсидиана. По технике изготовления, форме каменных орудий находки относится к мустьерской эпохе.

### Галерея

Находки в пещере Даш Салахлы
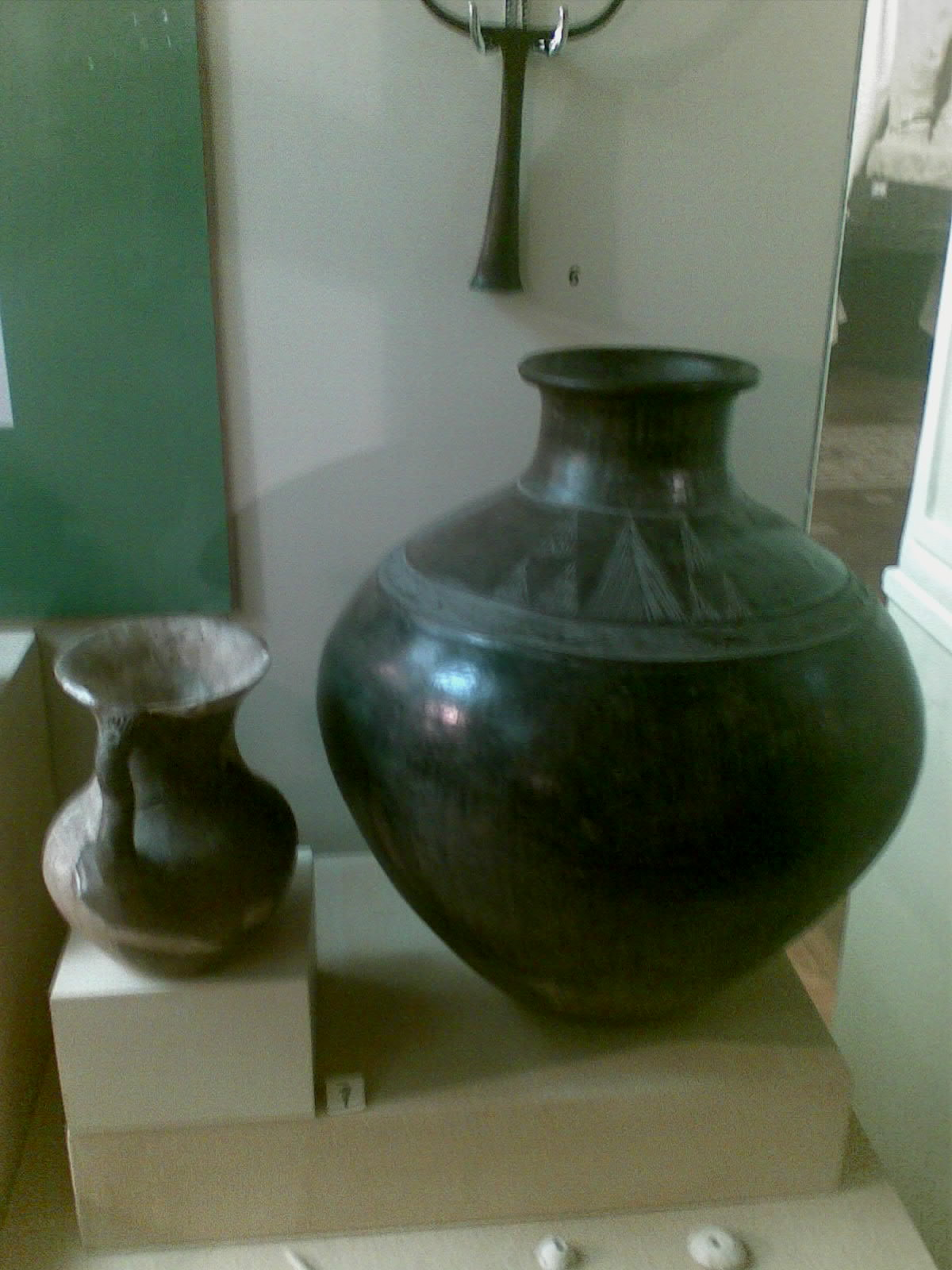
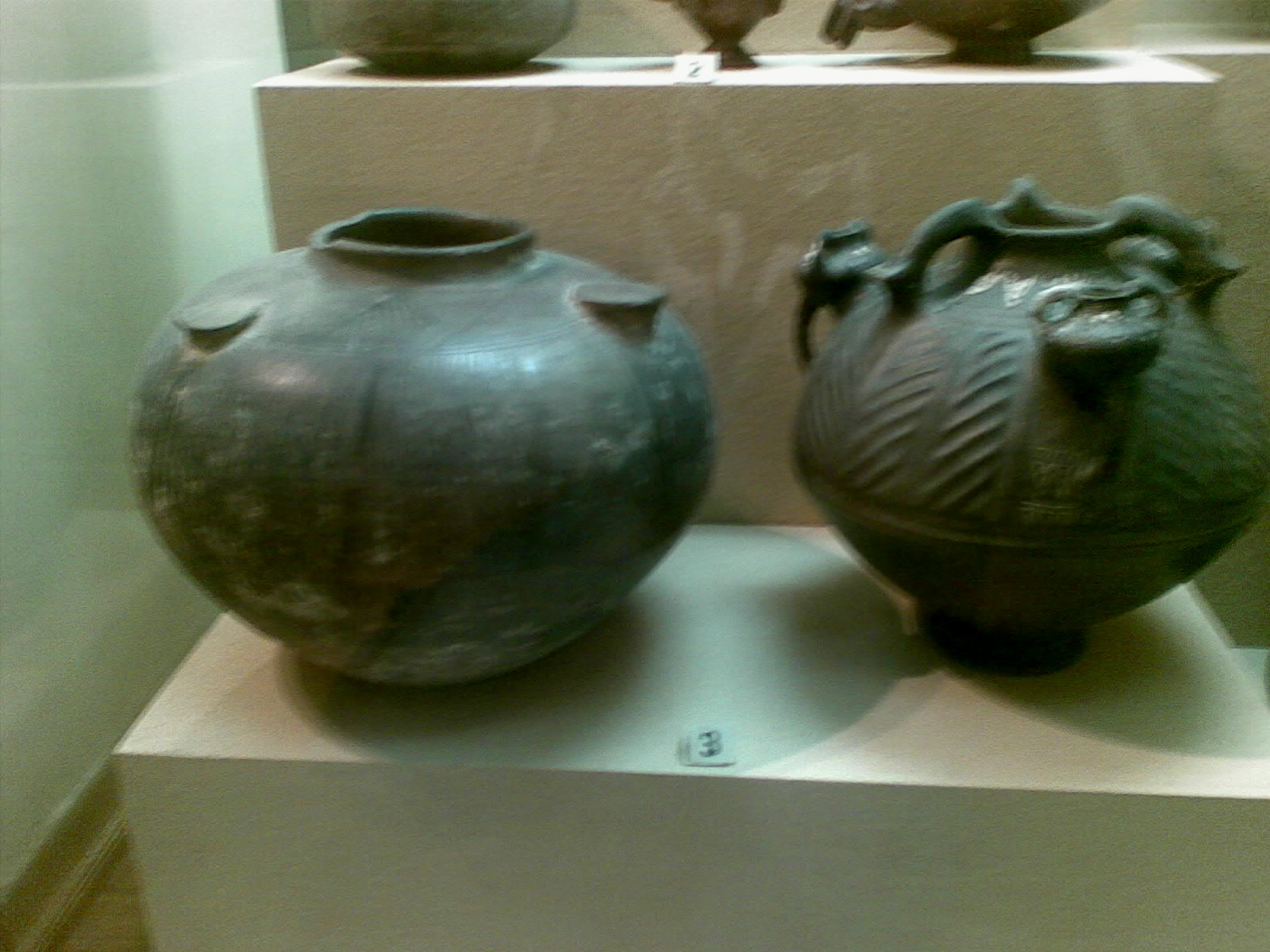